# Grab des Anedjib

Plan des Grabes von Anedjib

Das Grab des Anedjib (Grab X) liegt in Abydos (Ägypten) in der als Umm el-Qaab bezeichneten Nekropole. Anedjib war ein Herrscher der 1. Dynastie, der um 2900 v. Chr. regierte.
Das Grab wurde bisher nur von Flinders Petrie in den Jahren 1899 bis 1900 untersucht. Dies steht im Gegensatz zu den anderen Grabanlagen der Nekropole, die vorher von dem Franzosen Émile Amélineau und dann in den letzten Jahren vom Deutschen Archäologischen Institut untersucht worden sind.
Die Grabanlage ist verhältnismäßig klein. Es gibt eine Grabkammer (7 × 4,5 m), die in zwei Räume unterteilt ist und durch eine Treppe, die von Osten kommt, zu erreichen ist. Die Mauern der Kammern sind mehr als einen Meter stark. Der kleinere der beiden Räume enthielt zahlreiche Siegelabrollungen und diente wahrscheinlich als Magazin. Die Grabkammer war mit Holzplanken ausgelegt, wobei diese auf den Wüstensand ohne weiteren Boden gesetzt waren. Die Planken waren zum Teil gut erhalten. Das Dach der Kammer wurde von Holzpfosten getragen. Einer dieser Pfosten war bei den Ausgrabungen noch vorhanden.
Um das Grab gruppieren sich 65 Kammern, die zum großen Teil als Nebenbestattungen anzusehen sind. Nur eine dieser Kammern diente vielleicht als Magazin. In einigen der Kammern wurden zahlreiche Reste von Elfenbeinschnitzereien gefunden.